# Пјанецо (Леко)
Пјанецо је насеље у Италији у округу Леко, региону Ломбардија.
Према процени из 2011. у насељу је живело 125 становника. Насеље се налази на надморској висини од 280 м.